# Dolmen Pierre-aux-Bignes
Der Dolmen Pierre-aux-Bignes (oder Pierre des Bignes) liegt nördlich von Habloville, bei Falaise, im Département Orne in der Normandie in Frankreich, wo benachbart zwei Grabhügel erhalten sind. Dolmen ist in Frankreich der Oberbegriff für Megalithanlagen aller Art (siehe: Französische Nomenklatur).
Der Dolmen der Bignes ist ein jungsteinzeitlicher Gangdolmen (französisch Dolmen à couloir – Kammer und Gang von geringerer Höhe), der in einer Eintiefung im nordwestlichen Teil des Hügels liegt. Der Hügel hat etwa 15 Meter Durchmesser und ist etwa zwei Meter hoch.
Der Dolmen hat einen großen Deckstein (etwa 4,0 × 3,0 Meter), der auf sechs etwa einen Meter hohen Tragsteinen ruht. Ein paar andere Steine liegen verstreut umher. Die Steine des Dolmens sind aus Granit und Glimmer aus der etwa acht Kilometer entfernten Region Putanges.
Der Dolmen der Bignes wurde im Jahre 1780 entdeckt.